# Nadau

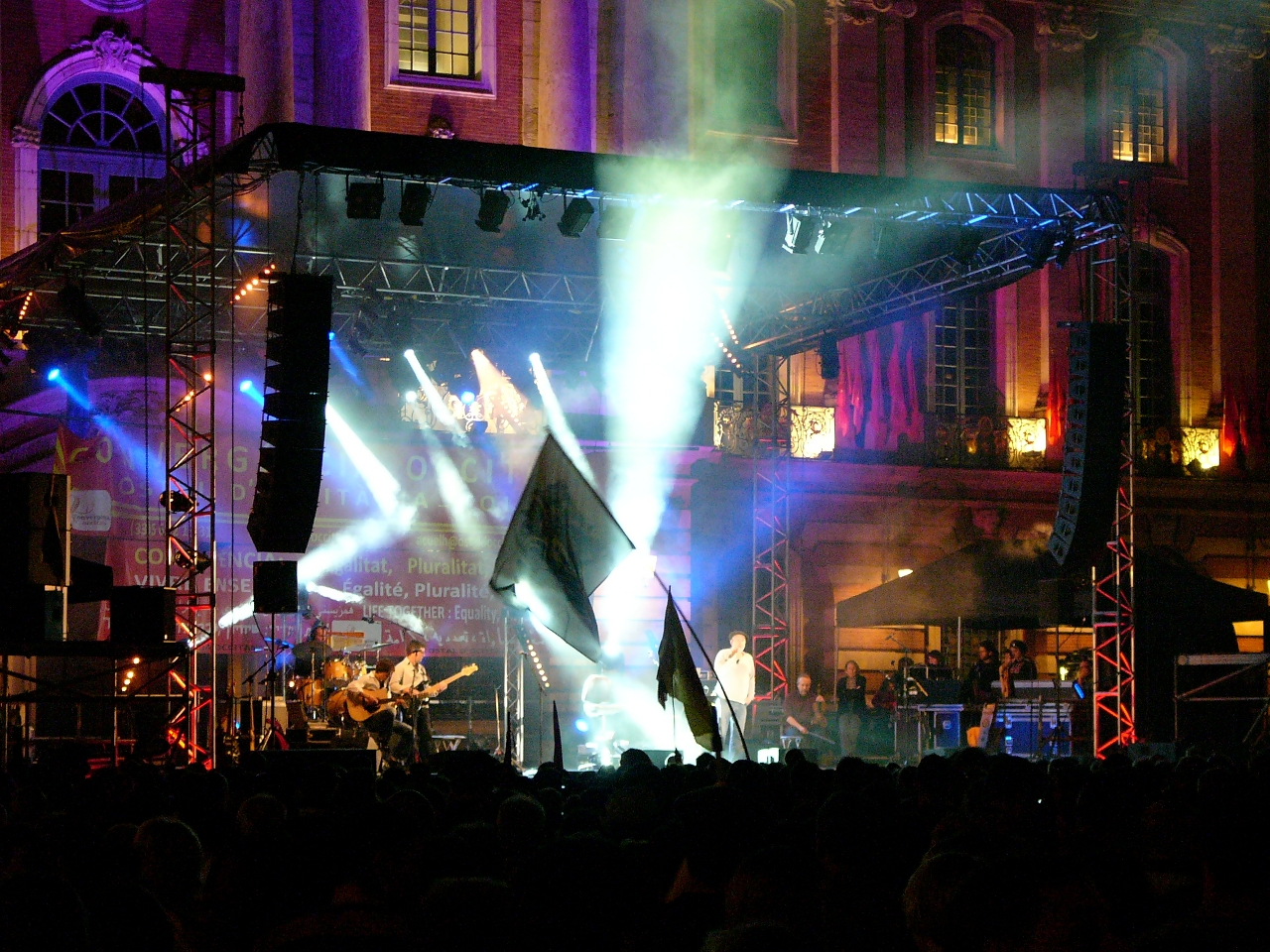
Nadau en Toulouse en 2012

Nadau es un grupo de música francés que canta en occitano. Formado en 1973 en Tarbes, se ha convertido en un símbolo de la lucha por el reconocimiento de la lengua y la realidad occitana. De su mano han aparecido y crecido otros grupos de música que conformaron lo que se conoció como la nueva canción occitana. Además, han tenido un papel importante en la creación y desarrollo de La Calandreta (escuela occitana) y en la aparición de radios en toda Occitania. 
En cuanto a la creación artística, los temas son de temática diversa. Van desde la canción protesta a temas tradicionales, pasando por canciones de amor y para niños. También han sido capaces de recuperar el sonido de algunos instrumentos que se habían perdido con el tiempo, y mezclarlos con la guitarra eléctrica.
Su canción más importante es L'immortèla o De cap tà l'immortèla, compuesta en 1978 y que se ha convertido en una especie de himno popular de Bearne y de Occitania.

## Miembros
- Miquèu Maffrand: vocalista, acordeón diatónico, gaita Boha.
- Ninon Maffrand: vocalista, teclado.
- Sèrgi Cabos: vocalista, guitarra eléctrica/acústica, bajo.
- Jan-Pèir Medou: vocalista, guitarra eléctrica/acústica, bajo.
- Fabrice Manconi: batería.
- Cédric Privé: violín.
- Michaël Tempette: gaita boha, gaita bodega, pífano.
- Johann Ponsin: técnico de sonido.
- Stephane Laborde: técnico de luz.
- Romain Lis: técnico de luz.
- Christophe Palay: técnico.

## Discografía
- 1975: Monsur lo regent
- 1976: La venta a las enchèras
- 1978: L'immortèla
- 1982: T'on vas
- 1986: Qu'èm ço qui èm
- 1991: De cuu au vent
- 1994: Pengabelòt
- 1995: S'aví sabut (recopilatorio)

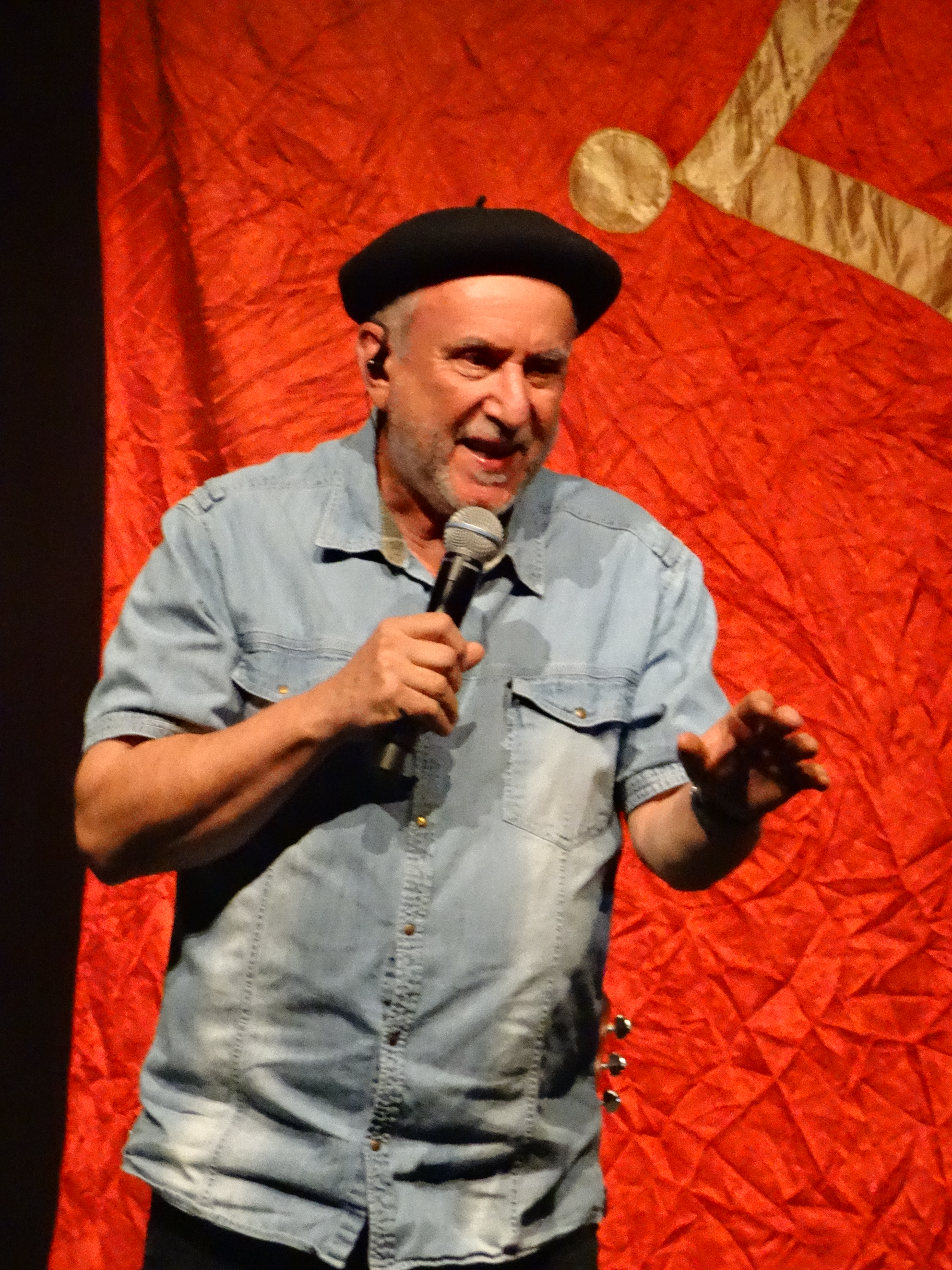
Miquèu Maffrand (Jan), vocalista del grupo.

- 1996: Nadau en companhia (concierto en directo en el Cénit de Pau)
- 1999: Plumalhon
- 2003: Saumon
- 2005: Nadau a l'Olympia (concierto en directo)
- 2006: Carnet de Chansons (Joan de Nadau)
- 2007: Maria (miniálbum)
- 2010: Nadau a l'Olympia (concierto en directo)
- 2013: L'Encantada (concierto en directo)
- 2017: Zenith de Pau 2017 (concierto en directo)

## Videografía
- 1993: Nadau en companhia
- 1996: Nadau en companhia
- 2000: Nadau a l'Olympia
- 2002: Nadau en companhia
- 2005: Nadau a l'Olympia
- 2010: Olympia 2010
- 2017: Zenith de Pau 2017